# Морской вокзал (Находка)
Морской вокзал Находки — морской пассажирский вокзал в Находке, недействующий с 1998 года. Расположен на берегу бухты Находка вблизи железнодорожного вокзала станции Тихоокеанская.

## Строение
Площадь 3-этажного здания составляет 11 132 м². Вокзал способен принимать до 500 пассажиров в сутки. Имеется 2 пассажирских причала общей длиной 325 метров для приёма морских судов с осадкой до 10 м. Поблизости находится одноэтажное здание ранее действовавшего вокзала прибрежных сообщений.
Здание имеет 3 этажа, дополнительную башню и высокий шпиль из нержавеющей стали, увенчанный корабликом. Вход в здание представлен лестницами и подъездами с двух сторон.
Со стороны города к зданию примыкает небольшая площадь для стоянки автомобилей. Со стороны моря у причалов располагается единственная в городе морская набережная длиной 220 метров, свободная для посещения. Проход к набережной вдоль правого торца здания стеснён забором рядом расположенной автомобильной стоянки. Проход вдоль левого торца перегорожен забором.

## История
Проект морского вокзала Находки был разработан ленинградским архитектором Научно-исследовательского и проектного института морского транспорта Владимиром Скориком в 1984 году. Новое здание было построено на месте снесённого вокзала (1950-х годов постройки), в 1994 году. Строительство велось находкинскими рабочими, внутренняя отделка из мрамора — итальянскими мастерами компании Tegola canadese. По завершении строительства строение приобрело организационно-правовую форму акционерного общества закрытого типа «Морской вокзал Находка».
В мае 1953 года к старому вокзалу Находки причалил теплоход «Адмирал Сенявин» с амнистированными заключёнными на борту. Сойдя на берег, пассажиры теплохода совершили нападения на прохожих, ограбили магазины и вступили в конфликт с рабочими Торгового порта и Судоремонтного завода, но были остановлены прибывшими солдатами, которые открыли по нападавшим огонь на поражение.

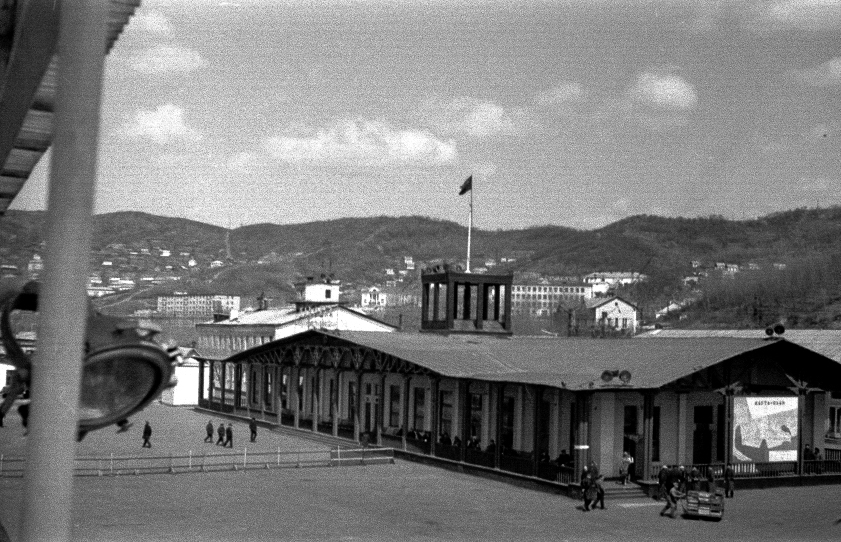
Прежнее здание вокзала (1970)

В 1960-е гг. действовала экспрессная пассажирская линия «Находка — Нагаева». В 1961 году открыта регулярная пассажирская линия «Находка — Йокогама», позднее вторая линия «Находка — Йокогама — Гонконг». Линии обслуживали теплоходы «Дальневосточного пароходства»: «Александр Можайский», «Григорий Орджоникидзе», «Туркмения», «Байкал», «Хабаровск». Ежегодно совершались туристические круизные рейсы в Японию и район экватора. Линии закрыты по окончании навигации 1991 года.
Начальники Морвокзала:
| Скоморохов Александр Яковлевич | : | 1955—1971 гг. |
| Воробьёв Григорий Ефимович     | : | 1971—1981 гг. |
| Больнов Виктор Алексеевич      | : | 1981—1987 гг. |
| Семёнов Анатолий Фёдорович     | : | 1987—1991 гг. |
| Гончаров Константин Васильевич | : | 1991—1997 гг. |

## Эксплуатация
Сейчас это прекрасное строение, гордость Находки, используется не по назначению. Просто обидно, что положено много сил и энергии, а результат плачевный.
Ранее вокзал принимал пассажирские теплоходы, Кометы из Владивостока, паром с мыса Астафьева, прогулочные катера по заливу Находка. Последний раз пассажирское судно («Академик Ширшов», прибывший из Пусана) швартовалось у морского вокзала Находки 17 мая 1998 года.
Причалы вокзала долгое время использовались для стоянки грузовых судов и катеров портофлота. 17 марта 1993 года на морском вокзале было организовано оформление и выгрузка поддержанных автомобилей с морских судов, ввозимых из Японии. В 2007 году причалы вокзала (построены в 1940-е годы) были признаны аварийными, их эксплуатация запрещена.
Помещения здания сдаются в аренду под офисы, на втором этаже действует кафе. С 2003 года в зале второго этажа ежегодно проводится городской бал «Большой вальс».